# 格蘭伯里 (德克薩斯州)
格蘭伯里（英語：Granbury）是一個位於美國德克薩斯州胡德縣的城市。根據2010年美國人口普查，該地共人口7978人，而該地的面積約為43.698平方千米。同時該地也是胡德縣的縣治。

## 地理
格蘭伯里的座標為32°26′31″N 97°46′53″W / 32.44194°N 97.78139°W，而該地的平均海拔高度為224米（即735英尺）。